# متیو نولز
متیو نولز (انگلیسی: Mathew Knowles؛ زادهٔ ۹ ژانویهٔ ۱۹۵۱) یک بازرگان، تهیه‌کننده موسیقی، و مسئول استودیوی ضبط موسیقی اهل ایالات متحده آمریکا است. وی از سال ۱۹۷۵ میلادی تاکنون مشغول فعالیت بوده‌است.